# Give Me Love (Ed Sheeran)
Give Me Love is een nummer van de Britse singer-songwriter Ed Sheeran. Het is geschreven door Sheeran, Chris Leonard en Jake Gosling en geproduceerd door Gosling voor zijn debuutalbum +, dat 18 november uitkwam. De ballad kwam op 21 november 2012 via Asylum Records, Atlantic Records, Elektra Records en Warner Bros. Records uit als de zesde en de laatste single van het album en is tevens de afsluiter van het album. 
Er zijn significante verschillen tussen de album- en de radioversie. De albumversie klokt 8 minuten en 46 seconden vanwege de oorspronkelijke lange aard van het nummer van 5 minuten en 25 seconden, een stilte en het verborgen traditionele nummer The Parting Glass. De radioversie eindigt na 3 minuten en 57 seconden door het ontbreken van het verborgen nummer en een inkorting van het hoofdnummer. De intro is gehalveerd en er is flink geknipt in de brug. Bovendien is het nummer van extra elektronische drumslagen en prominentere gitaren. 
De single is in twee versies digitaal uitgebracht. De eerste versie bevat alleen de radioversie. De andere versie bevat naast de radioversie drie remixen. 

## Tracklist
| Nr. | Titel                     | Duur  |
| --- | ------------------------- | ----- |
| 1.  | Give Me Love (Radio Edit) | 03:57 |

| Nr. | Titel                                                 | Duur  |
| --- | ----------------------------------------------------- | ----- |
| 1.  | Give Me Love (New Machine Remix) (met Mic Righteous)) | 03:45 |
| 2.  | Give Me Love (True Tiger Remix)                       | 03:34 |
| 3.  | Give Me Love (Xilent remix)                           | 03:41 |

### NPO Radio 2 Top 2000
| Nummer met noteringen in de NPO Radio 2 Top 2000 | '13  | '14 | '15 | '16 | '17 | '18 | '19  |
| ------------------------------------------------ | ---- | --- | --- | --- | --- | --- | ---- |
| Give Me Love                                     | 1261 | 226 | 576 | 914 | 903 | 933 | 1533 |

1. ↑  Een vetgedrukt getal geeft de hoogste notering aan.
2. ↑  2013 was het eerste jaar met een notering voor dit nummer.
3. ↑  Deze tabel is bijgewerkt tot en met de laatste editie (2024).